# Račí údolí
Račí údolí je přírodní rezervace necelé 3 km jjz. od města Javorník v okrese Jeseník. Oblast spravuje Agentura ochrany přírody a krajiny ČR. Nachází se v nadmořské výšce 348-532 metrů a má rozlohu 62,04 hektarů. Skládá se primárně z dubových a lipových bučin. Většina podloží Račího údolí se skládá z kyselých hornin a půdy. K ochraně a zachování této přírodní rezervace se ponechává hlavně k přírodní obnově a bližší zásahy momentálně nejsou potřeba. V těsné blízkosti této rezervace se nachází Tančírna, což je secesní historický objekt, který má status památky. Na území Račího údolí je také zřícenina hradu Pustý zámek a turisticky populární je i Čertova kazatelna, přírodní rozhledna s výhledem na údolí.

## Předmět ochrany
Důvodem ochrany je zachování lesních porostů pralesovitého charakteru. Území je velmi cenné z lesnického i přírodovědeckého hlediska a nemá dosud v síti chráněných území daného regionu obdoby. V areálu předmětu ochrany se nachází primárně rulové, metamorfované geologické útvary a přírodní i člověkem ovlivněná druhová společenstva. Račí údolí je primárně zalesněná oblast, kde hlavním předmětem ochrany jsou lesní společenstva, které odpovídají stanovišti, oproti druhům, které byly do této lokality přineseny z lesníckých nebo jiných důvodů.

## Historické památky

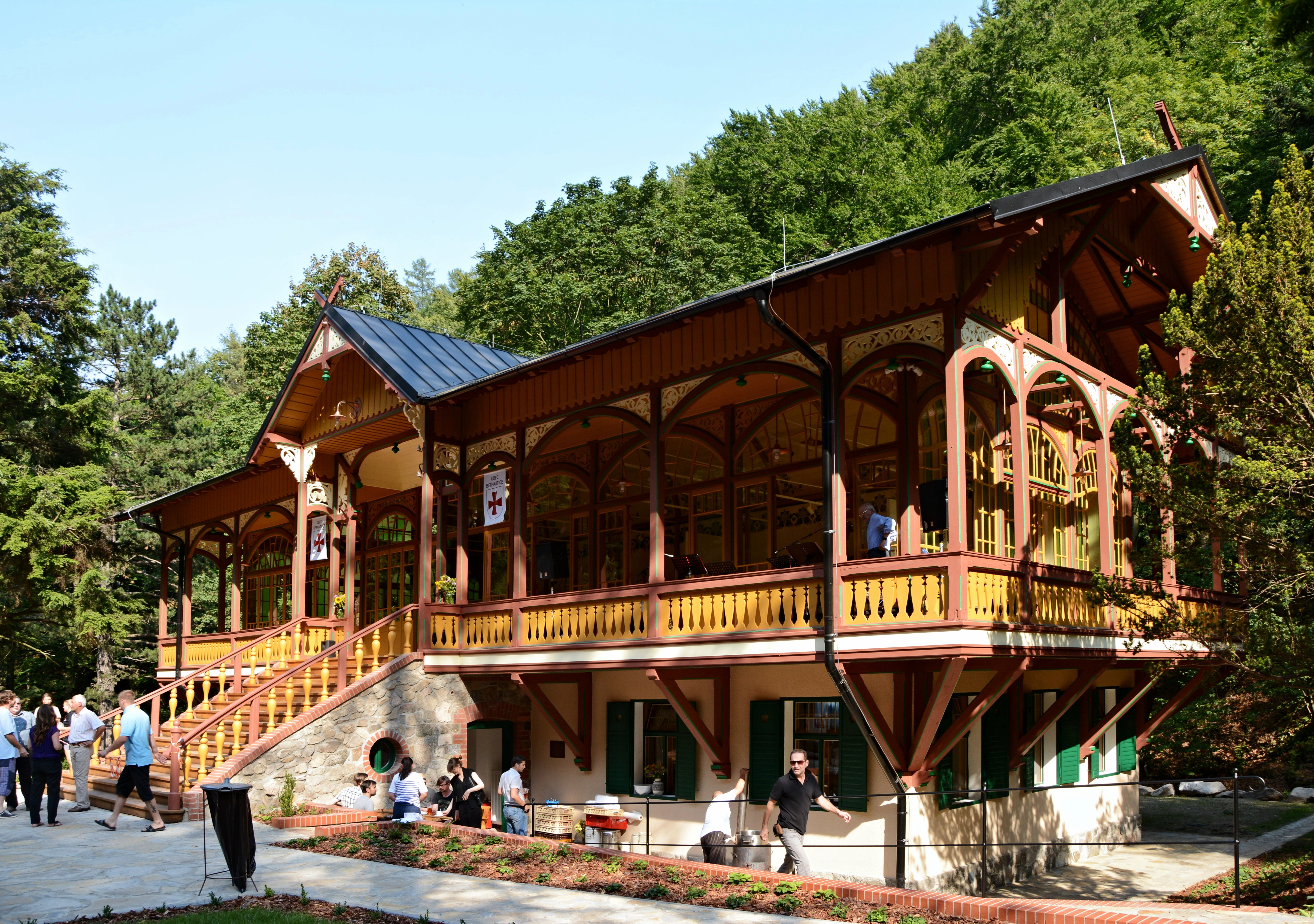
Tančírna v Račím údolí

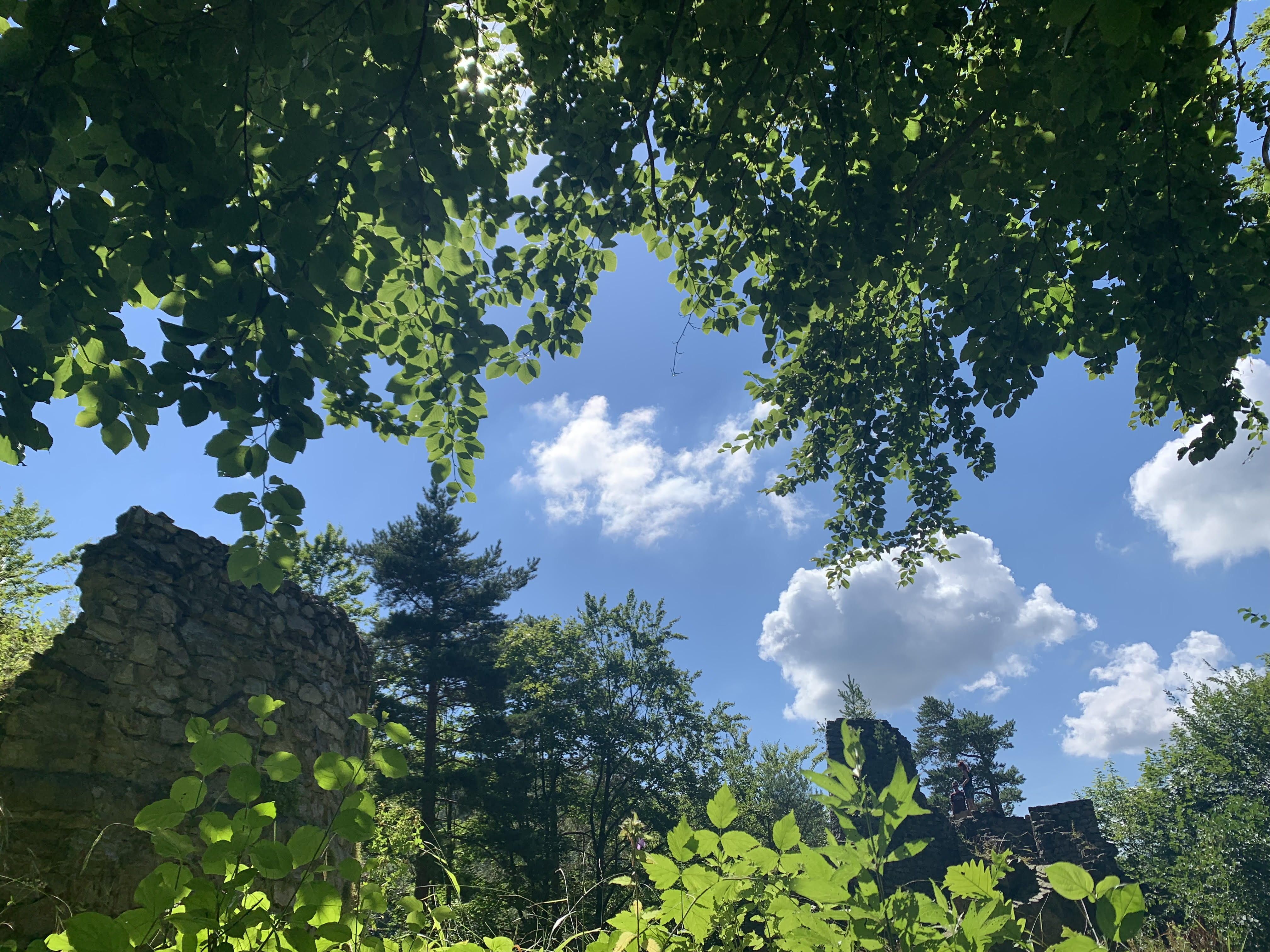
Zřícenina Pustého zámku

### Pustý zámek
V Račím údolí se nachází zřícenina Pustý zámek, který je datován do 14. století. Moc o historii tohoto hradu není známo, ale pravděpodobně byl vybudován biskupem nebo místním zeměpánem kvůli finančním nákladům budování takového hradu. Pustý zámek sloužil jako pozorovatelna hradu Rychleby. Z hradu se zachovaly jen terénní relikty, které jsou volně přístupné po modře značené turistické trase.

### Tančírna
Tančírna v Račím údolí, dříve nazývaná Georgshalle, byla vybudována v roce 1907 Aloisem Utnerem v secesním stylu. Od vybudování sloužila ke konání společenských akcí. V roce 1928 vybudoval architekt a syn Aloise Utnera Herbert Utner hospodu a penzion Haus Isolde, pojmenovaný po jeho nejmladší dceři. Rodina Utnerových často pořádala turistické pochody v Račím údolí a Isolde byla největším příznivcem této lokality. Penzion byl po druhé světové válce provozován Ludvíkem Fellmayerem. V roce 1953 byl penzion znárodněn a provozovala ho Jednota Zábřeh, která v penzionu pořádala pionýrské tábory a zaměstnanecké zájezdy. Po sametové revoluci podnik chátral, ale v roce 1997 byl odkoupen Josefem Rabensfeinerem, který provozoval penzion a organizoval tábory. V roce 2012 spravování rekreačního objektu převzala jeho dcera Martina Rabenseifnerová. Letní tábory se v Račím údolí přestaly konat v roce 2021, ale penzion zůstal otevřený a v hale Tančírny se stále odehrávají kulturní akce. Tančírna je od 1. července 2019 památkově chráněna.

## Přírodní poměry
Račí údolí se překrývá s evropskou významnou lokalitou Rychlebské hory – Račí údolí. Nachází se v předhoří Hrubého Jeseníku. Račí údolí je pokryto primárně lipovými, dubovými, lipodubovými, svěžími a vlhkými bučinami.

### Geologie
Račí údolí je podloženo metamorfovaným orlicko-kladským krystalinikem. Vyskytují se zde dvouslídné a granulitické ruly a světlé a pyroxenícké granulity.

### Geomorfologie
Račí údolí obsahuje turisticky populární rulový skalní útvar Čertova kazatelna, kde je rozhled na celé údolí. Celá oblast Račího údolí patří do Krkonošsko-jesenické soustavy. Od Čertovy kazatelny se nachází rula na jižní straně.

### Půda
Račí údolí se skládá z hnědých rankerů tvořící mozaiku s nevyvinutou půdou skalnatých výchozů. Také se tam nachází oligotrofní a mezotrofní hnědé půdy. Místy se vyskytuje i podzol. Půda je zde primárně kyselá.

### Hydrosféra
Račím údolím protéká tok IV. řádu Račí potok, který oblast odvodňuje a odtéká do Polska do povodí Odry. Do místního toku vysadil Penzion Račí údolí ve spolupráci s Ministerstvem životního prostředí více než sto raků.

### Podnebí
Račí údolí je v Quittově klasifikaci zařazené jako chladná klimatická oblast CH7. Dominuje zde mírné až mírně chladné, v zimě lehce vlhké a v létě vlhké podnebí s krátkým létem a dlouhým podzimním přechodem.

### Fauna a flora
Podle Agentury ochrany přírody a krajiny ČR je buk lesní (Fagus sylvatica) nejvíce zastoupený listnatý strom v Račím údolí a smrk ztepilý (Picea abies) je nejvíce zastoupený jehličnan. Méně rozšířené dřeviny jsou jedle, dub, borovice a z části javor, které jsou během prvních let růstu ohroženy okusováním herbivorů. V Račím údolí žije běžná středoevropská lesní faunu.
Ke zvláště chráněným druhům patří tis červený Taxus baccata, kýchavice bíla (Veratrum album), čáp černý (Ciconia nigra), jestřáb lesní (Accipiter gentilis), vydra říční (Lutra lutra) a ropucha obecná (Bufo bufo). Tis červený je zde zastoupen pouze jedním stromem.

## Ochrana přírody
V Račím údolí jsou ochranné zásahy do živočišných populací minimální. Starší porosty se nechávají samovolně vyvíjet, aby je letouni mohli využívat k úkrytu. Nejsou zde zavedeny přikrmovací stanice a slaniska pro herbivory kvůli ochraně mladších porostů méně zastoupených stromů, které jsou ohroženy okusováním. Račí údolí spadá pod mysliveckou honitbu Janský vrch. Místní myslivecká činnost je určena k tomu, aby mohly ohrožené dřeviny vyrůst.
Račí údolí je relativně dobře zachované území, které bylo v minulosti zařazením mezi ochranné lesy ušetřeno před většími těžebními zásahy. Více přístupné porosty byly v minulosti holosečně vykáceny, což vedlo k dnešnímu nadměrnému zastoupení smrku. Dnes se v Račím údolí nejvíce podporuje přirozená obnova, ale dochází zde i k umělé obnově vysazováním nativních ohrožených druhů.
Bylo navrženo, aby cesta k turistické rozhledně Čertova kazatelna byla v nejexponovanějších místech ohraničena zábradlím, aby se omezil pohyb mimo stezku. Také byla navržena tvorba inventarizačního průzkumu rostlin, hub a ptactva.
Aktuální cíl ochrany Račího údolí je zachování pralesovitého charakteru lokality s odpovídající výškovou stratifikací druhů. Také je brané za důležité umožnit existenci a rozrůstání odpovídajících zpolečenstev. Pro umožnění tohoto cílu je potřeba umožnit pomalou výměnu artificiálně vysazených druhových skupenství jinými druhy, které by se v této lokalitě měly vyskytovat přírodně.